# Мотич
Мотич (пол. Motycz) — село в Польщі, у гміні Конопниця Люблінського повіту Люблінського воєводства.
Населення — 1541 особа (2011).

## Демографія
Демографічна структура станом на 31 березня 2011 року:
|          | Загалом | Допрацездатний вік | Працездатний вік | Постпрацездатний вік |
| -------- | ------- | ------------------ | ---------------- | -------------------- |
| Чоловіки | 750     | 170                | 505              | 75                   |
| Жінки    | 791     | 155                | 465              | 171                  |
| Разом    | 1541    | 325                | 970              | 246                  |